# Black Blood
Black Blood – drugi minialbum black metalowego zespołu Christ Agony wydany 1 listopada 2015 roku przez wytwórnię Witching Hour Productions.

## Lista utworów
1. „Black Blood ov Universe” – 6:55
2. „Coronation” – 5:57
3. „Kingdom ov Abyss” – 6:35

## Twórcy
| Christ Agony w składzie - Cezary Augustynowicz – wokal, gitara, gitara basowa - Dariusz Płaszewski – perkusja | Personel - Irena Ivanowa – zdjęcia - Robert Grablewski – zdjęcia - Przemysław Cholewinski – zdjęcia - Piotr „Kaos” Jeziorski – projekt okładki - Michał Grabowski – przód okładki, projekt graficzny, miksowanie, mastering |